# Andrew Van de Kamp

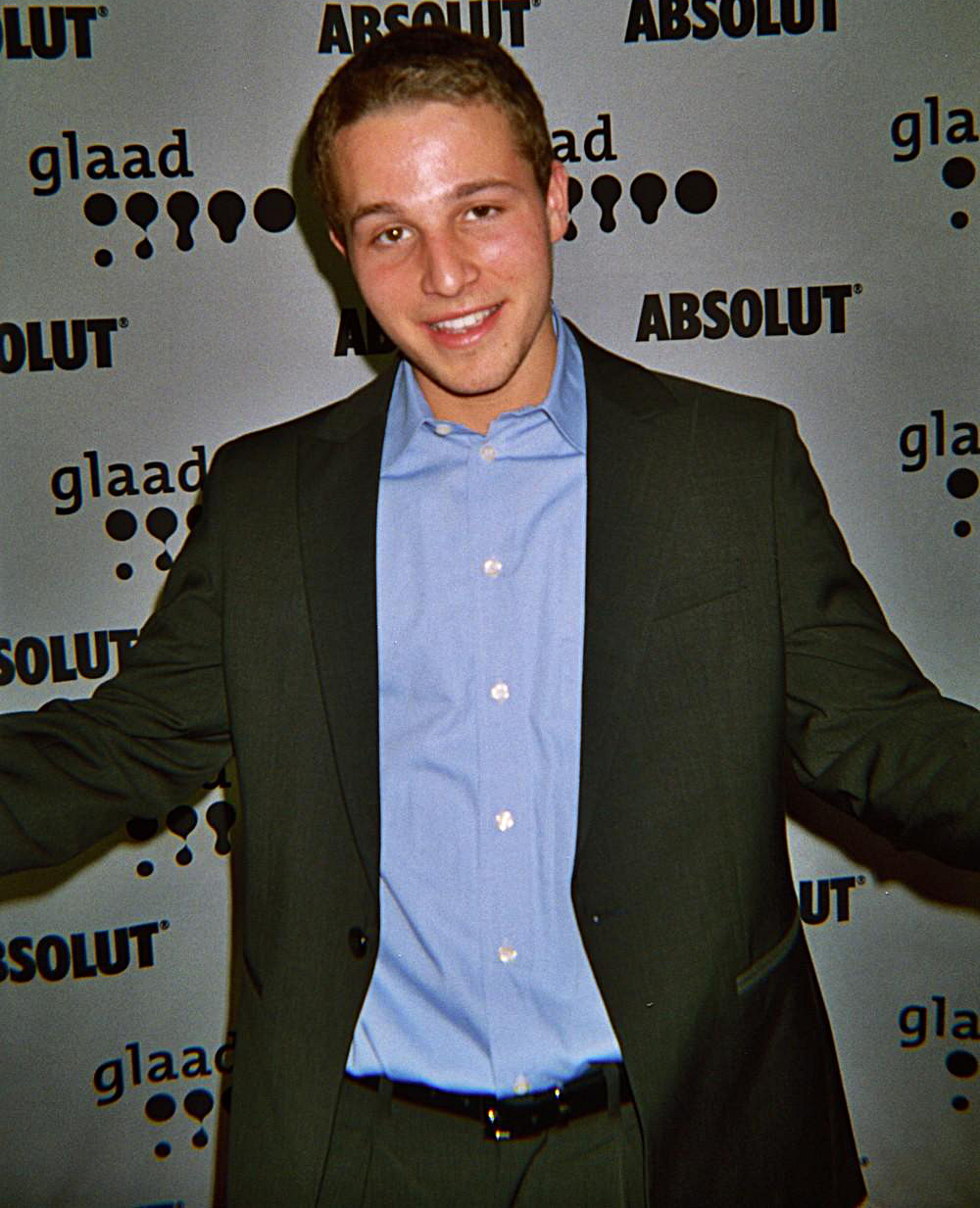
Sawn Pyfrom, de acteur die Andrew speelt (2007)

 Andrew Van de Kamp is een personage uit de Amerikaanse televisieserie Desperate Housewives, gespeeld door Shawn Pyfrom.

## Verhaallijn
Andrew is de zoon van Bree en Rex Van De Kamp. Hij is een typische tiener: gaat naar school en doet aan sport en een populaire jongen bij zijn leeftijdsgenoten. Hij heeft een moeilijke relatie met zijn moeder Bree. Zij bemoedert hem veel te veel en dat werkt Andrew danig op de zenuwen: hij begint hiertegen zwaar te rebelleren. Als hun ouders dan besluiten om te scheiden, wil Andrew bij zijn vader blijven: met zijn moeder samenleven zou hij niet kunnen. Rex koopt hem dan een sportauto, waarmee hij Juanita Solis (de moeder van Carlos Solis) overrijdt. Als Andrew hier geen spijt over toont, probeert zijn moeder hem een schuldgevoel aan te praten, wat niet lukt. Zij gooit het dan over een andere boeg: ze vindt marihuana op Andrews kamer en legt deze in zijn kastje op school. Hij wordt betrapt en uit de zwemploeg gegooid.
Als zijn vader een hartaanval krijgt in het bed van zijn minnares, wil Bree niets meer met Rex te maken hebben. Andrew en Danielle verplichten hun moeder om Rex in huis te nemen. Zij begint ondertussen een relatie met George Williams, met wie hij al helemaal niet kan opschieten. De relatie tussen Bree en Andrew loopt hoog op. Bree kan Rex overtuigen om Andrew in een verbeteringskamp te steken. Andrew speelt het echter slim, en out zich tegen zijn ouders (hij is homoseksueel). Hij zegt dat hij bang is voor zijn gevoelens voor andere jongens. Hij wordt van het verbeteringskamp gehaald, maar zweert in de biechtstoel dat hij zijn wraak zal nemen op Bree.
Wanneer zijn moeder hem dan geen geld wil geven voor een nieuwe wagen, spant hij een rechtszaak in tegen Bree: hij wil zich tot volwassene laten verklaren voor een rechtbank zodat hij aan het geld kan dat zijn grootouders voor hem aan de kant hebben gezet. Zijn grootouders komen tussenbeide en besluiten Andrew mee te nemen naar hun thuis. Maar eenmaal zij door hebben dat hij homoseksueel is, onterven zij hem en zit hij vast bij Bree.
Bree krijgt door al haar problemen een drankprobleem. Ze sluit zich aan bij de anonieme alcoholisten en wordt verliefd op haar (biseksuele) begeleider. Andrew krijgt dit door en neemt wraak door met hem te slapen. Dit is voor Bree de spreekwoordelijke druppel en ze zet haar zoon uit huis.
Maar op hun eerste huwelijksreis zien Bree en haar nieuwe man Orson een reportage over Andrew, waarin hij bekent dat hij aan lager wal is geraakt en in de prostitutie zit. Bree probeert hem terug thuis te krijgen, maar het is Orson die hierin slaagt. Sinds die dag is de relatie tussen Bree en Andrew verbeterd: hij beschermt haar als hij Orson verdenkt van moord en redt haar (samen met Orson) net op tijd uit de handen van Gloria.
Wanneer Tom Scavo een pizzeria begint, mag Andrew daar als kelner komen werken. In seizoen 5 is hij de assistent van Bree, die inmiddels schrijfster van kookboeken is geworden.